# Прокол (фильм, 2011)
«Прокол» (англ.  Puncture) — независимый фильм братьев Кассен, в главной роли Крис Эванс. Премьера состоялась на Кинофестивале Трайбека 21 апреля 2011 года.

## Сюжет
Майк Вайс — талантливый Хьюстонский адвокат и активный наркоман. Пол Данцигер — его давний друг и партнёр, а также пуританская и ответственная «инь» для майковского «янь». Их семейная юридическая фирма, специализирующаяся на причинении личного вреда, сводит концы с концами, однако всё становится намного интереснее, когда они решают взяться за дело Викки, медсестры местной скорой помощи, которая укалывается зараженной иглой во время вызова. Но стоит Вайсу и Данзигеру копнуть в этом деле поглубже, как сразу под действием представителей здравоохранения и фармакологических организаций на защиту их интересов встают адвокаты-тяжеловесы. Став изгоями, но не изменив своим принципам, два юриста-аутсайдера рискуют потерять бизнес и кануть в небытие.

## В ролях
- Крис Эванс — Майк Вайс
- Марк Кассен — Пол Данцигер
- Маршалл Белл — Джеффри Дэнкорт
- Майкл Бин — Рэд
- Винесса Шоу — Викки
- Джесси Л. Мартин — Дэрил Кинг
- Бретт Каллен — Натаниэл Прайс
- Кейт Бертон — сенатор О’Райли
- Роксанна Хоуп — Сильвия
- Дженнифер Блэнк — Стефани

## Съемки
Съёмки фильма проходили в Хьюстоне, Техас.